# البنك التجاري اليمني
البنك التجاري اليمني هو أحد المؤسسات المصرفية في اليمن، وهو أول مصرف تجاري يمني خاص أنُشئ بعد الوحدة اليمنية. حصل البنك على جائزة أفضل بنك في اليمن لعام 2013م للسنة السادسة على التوالي من قبل (The Banker) البريطانية المتخصصة في تقييم الأداء المصرفي العالمي.
يُقدم البنك التجاري اليمني الخدمات المصرفية للعملاء من الافراد والشركات وساهم البنك وبشكل مباشر في عملية التنمية الاقتصادية باعتباره من أكبر البنوك تمويلاً لمشاريع التنمية الاقتصادية، وقد قام بتمويل ما يزيد على 12 مشروع في البنية التحتية وبإجمالي 20 مليار ريال يمني.

## تاريخ
أنُشئ البنك بموجب قرار البنك المركزي اليمني رقم (2783) بتاريخ 28 يناير 1993، ومُنح الترخيص التجاري بمزاولة العمل من وزارة التموين والتجارة بموجب قرار وزير التموين والتجارة رقم (32) لعام 1993م الصادر بتاريخ 1993م.
أسهم في تأسيس البنك نخبة من رجال المال والأعمال اليمنيين بنسبة مساهمـــة بلغت 90%،وساهمت شركة النفط اليمنية بنسبة 10 % ، كما بلغ رأس المال المدفوع عند التأسيس 250 مليون ريال، وكان هذا المبلغ من أكبر رؤوس الأموال في تلك الفترة بالمقارنة بالبنوك اليمنية العاملة، وقد تم زيادة قيمة رأس المال منذ ذلك الحين أكثر من مره حتى وصل في نهاية العام 2016م إلى 8,000,110,000  ريال يمني.

## وصلات ذات صلة
- "المصرف التجاري اليمني".